# Histoire de la langue des signes
L'Histoire de la langue des signes est aussi vieille que l'Humanité. Des signes gestuels ont toujours été utilisés pour communiquer, par des personnes sourdes ou entendantes dans diverses situations. Les langues des signes sont composées de systèmes de gestes conventionnels, de mimes, d'expressions faciales et de mouvements corporels, de signes de la main et des doigts, ainsi que de l'utilisation de positions de la main pour représenter les lettres de l'alphabet. Les signes représentent généralement des idées complètes, nuancées, et pas seulement des mots individuels.
Dans l'Occident moderne, l'enseignement de la langue des signes à destination des sourds commence véritablement au XVIe siècle avec Pedro Ponce de León.

## Utilisation des langues des signes dans l'histoire
La plupart des diverses langues des signes sont des langues naturelles, différentes dans leur construction des langages oraux utilisés à côté d'eux et servent principalement aux personnes sourdes pour communiquer, mais peuvent aussi être utilisées par tous :
- par les moines ayant fait vœu de silence (langue des signes monastique) ;
- dans certains activités d'équipe : sport (baseball), plongée sous-marine, chasse, etc. ;
- dans une batucada : le chef indique les transitions musicales, par des signes : décompte par chiffres, pointage, code de la transition, mouvements chorégraphiques des musiciens, rythme, etc. ;
- en famille : les parents peuvent communiquer facilement avec le bébé dès six mois, avant qu'il ne sache parler, grâce à la langue des signes pour bébé ;
- Les traders sur les parquets des bourses pratiquent ou pratiquaient un langage signé essentiellement pour signaler une demande d'achat, de vente ainsi que le nombre de titres et la valeur proposée.
- d'une façon générale, pour communiquer en secret ou en public, dans un environnement très calme ou très bruyant, à travers une vitre, pendant une réunion, ou entre deux personnes dont les langues sont différentes, etc.

## Antiquité
Un des premiers documents écrits relatant une langue des signes est Cratyle de Platon au Ve siècle av. J.-C., où Socrate dit : « Si nous étions privés de langue et de voix, et que nous voulussions nous désigner mutuellement les choses, ne chercherions-nous pas à nous faire comprendre, comme les muets, au moyen des signes de la main, de la tête et de tout le corps ? »,.

## Moyen Âge
Au VIIIe siècle, Bède décrit un alphabet manuel dans son traité De Loquelâ per gestum digitorum. Au Xe siècle, Odon de Cluny impose d'utiliser des gestes pour quasiment tous les échanges, réservant la langue parlée aux seuls discours religieux. L'expansion de l'abbaye de Cluny au XIe siècle pousse de nombreuses communautés disséminées dans toute l'Europe à adopter la langue signée clunisiens ou des variantes. Comme à Cluny, les premiers signes cisterciens servent à communiquer des informations pratiques (cuisine, jardinage…) et non à converser, si bien que ces langues signées (appelées LSM, langue des signes monastique) restent rudimentaires. Par la suite, les règles de silence absolu s'assouplissent chez les cisterciens et les clunisiens, entraînant la disparition des systèmes de signes, devenus inutiles. 
Aujourd'hui, on continue d'apprendre quelques signes aux novices, mais ils ne sont plus guère utilisés que pendant les repas au réfectoire. Dans certains ordres, un lecteur, un moine désigné à tour de rôle dans le semainier, psalmodiant recto tono des textes pieux et édifiants, dirige la méditation collective. Cette activité est en effet spirituelle autant qu'alimentaire, si bien que le silence est de rigueur et les moines s'interpellent par des signes manuels mais ce ne sont plus que des signes isolés, une sorte de code qui permet de traduire des mots simples (demande par exemple du pain, du sel ou de l'eau). Ils ne constituent plus une langue.

## XVIesiècle

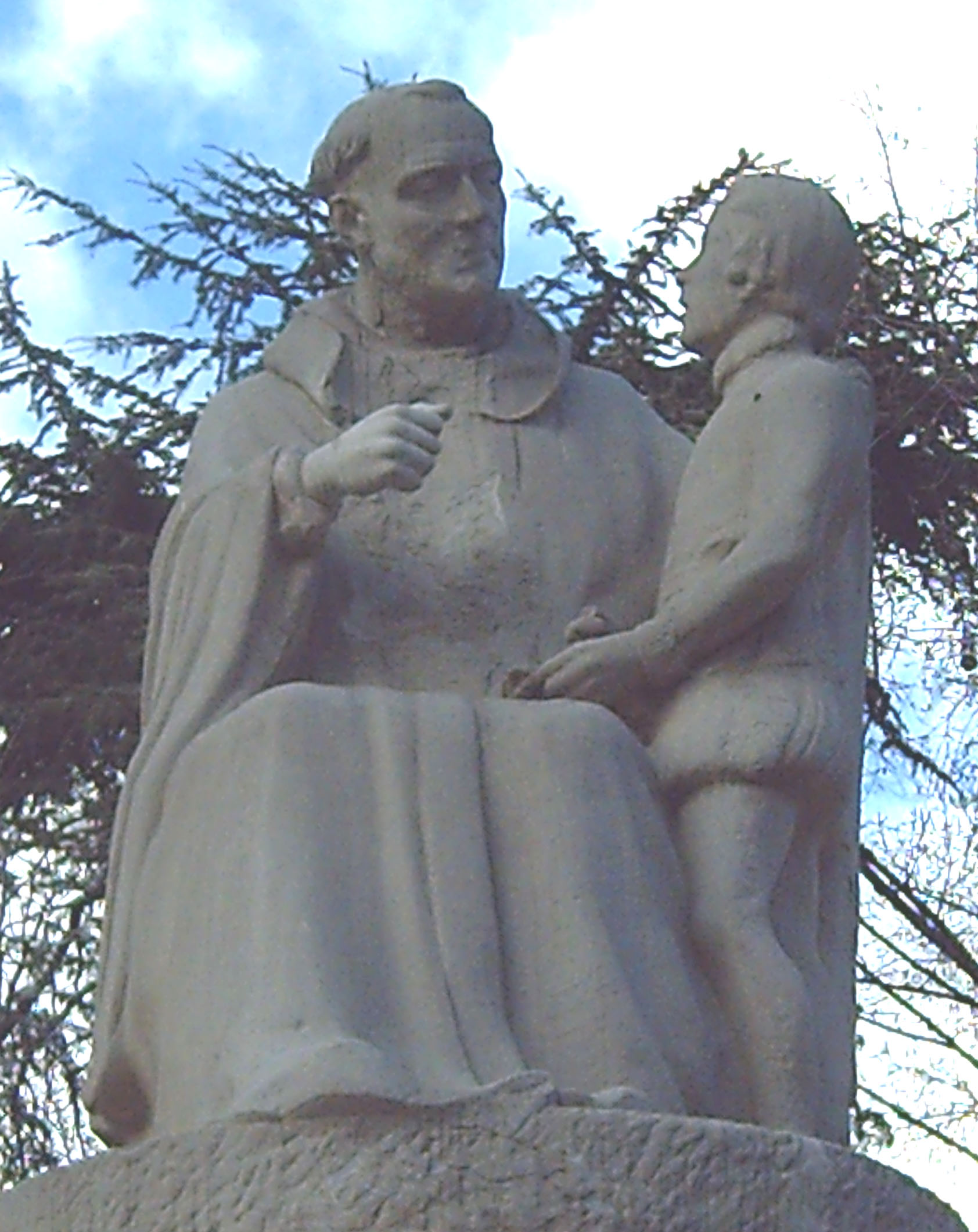
Ponce de León enseignant à un élève. Monument dans le parc du Retiro à Madrid.

Au XVIe siècle, Pedro Ponce de León, un moine bénédictin espagnol souvent considéré comme étant le « premier professeur pour les sourds », fonde une école pour les sourds au monastère San Salvador (en) à Oña. Sa méthode inclut la dactylologie, l'écriture et la parole. Il apparaît qu'il fait usage d'un alphabet manuel ainsi que de signes conventionnalisés.
L'alphabet de Ponce ressemble à celui trouvé dans Consolation pour les malades, un livre écrit en 1593 par Melchor Yerba, un moine franciscain. Bien que Ponce et Yerba appartiennent à des ordres différents, on pense qu'ils se connaissaient car ils ont eu des relations actives avec la cour espagnole. Le livre de Yebra contient des images d'un alphabet manuel dans lequel chaque configuration de la main précède l'alphabet de Saint Bonaventure, une collection d'aphorismes pour la conduite chrétienne, chacun commençant avec une lettre de l'alphabet. Les alphabets de Ponce et de Yerba sont basés, en partie ou en totalité, sur les langues des signes monastiques utilisés par les moines ayant fait vœu de silence.

## XVIIesiècle

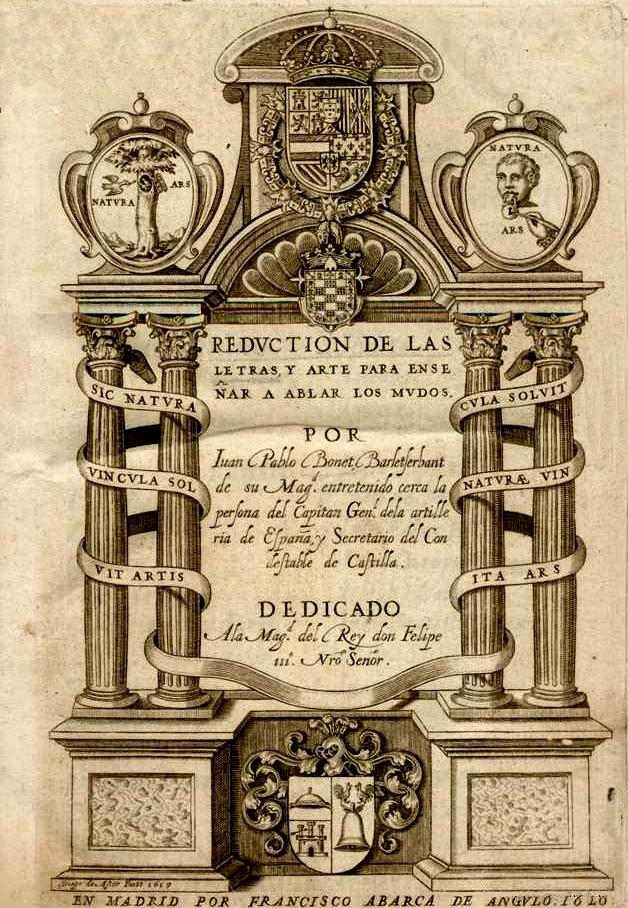
Juan Pablo Bonet, Reducción de las letras y arte para enseñar a hablar a los mudos, Madrid, 1620.

En 1620, Juan de Pablo Bonet publie Reducción de las letras y arte para enseñar a hablar a los mudos en français : « Réduction des lettres à leurs éléments primitifs et art d'enseigner à parler aux muets » à Madrid. Il est considéré comme le premier traité moderne de phonétique en langue des signes, qui établit une méthode d'enseignement orale pour les personnes sourdes et un alphabet manuel.
Au même moment en Grande-Bretagne, les alphabets manuels sont également en usage pour divers buts, notamment la communication secrète,, parler en public ou la communication des personnes sourdes En 1648, John Bulwer décrit Maître Babington, un sourd très compétent dans l'utilisation d'un alphabet manuel, dont l'épouse peut converser avec lui facilement, même dans l'obscurité grâce à l'utilisation d'un langage tactile,,.
En 1680, George Dalgarno publié Didascalocophus, or, The deaf and dumb mans tutor, dans lequel il présente sa propre méthode d'éducation des sourds, y compris un alphabet « arthrologique », où les lettres sont indiquées en pointant sur différentes articulations des doigts et de la paume de la main gauche. Ce système est utilisé par des personnes entendantes un certain temps, certains pense qu'il peut être lié à l'écriture oghamique. Les voyelles de cet alphabet ont survécu dans les alphabets modernes utilisés dans les langues des signes britannique, australiennes et néo-zélandaises,.
Certaines des premières images imprimées connues de consonnes de l'alphabet à deux mains (en) moderne sont apparues en 1698 dans Digiti Lingua, un tract écrit par un auteur anonyme lui-même incapable de parler, qui a suggéré que l'alphabet manuel pouvait également être utilisé par les muets, pour le silence et le secret, ou simplement pour le divertissement. Neuf de ces lettres peuvent être attribuées aux alphabets antérieurs et 17 lettres de l'alphabet à deux mains moderne peuvent être trouvées dans les deux ensembles de 26 signes représentés,.

## XVIIIe–XXesiècles

### France

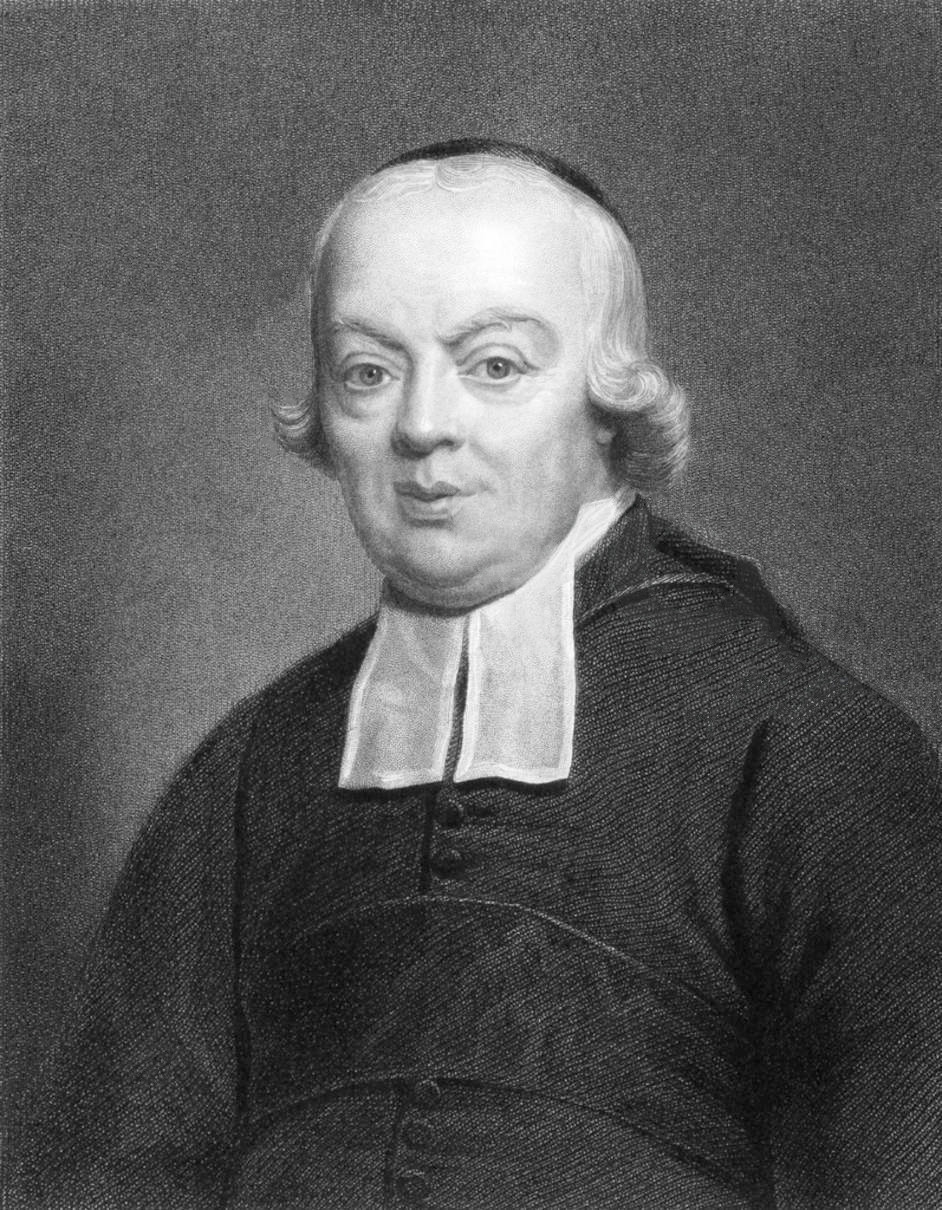
Charles-Michel de L'Épée

En 1771, Charles-Michel de L'Épée, appelé « l'Abbé de L'Épée », crée la première institution éducative gratuite pour les sourds de France à Paris. Bien qu'il se rende compte que la langue des signes peut être utilisée dans l'éducation des jeunes sourds, L'Épée ne se rend pas compte que la langue des signes employée par les sourds qu'il rencontre est un langage vraiment développé, avec une grammaire propre, mais différente de celle du français parlé, tout simplement parce ce sont deux langues différentes. Il va donc transformer le langage signé qu'il apprend de ses élèves et met au point des « signes méthodiques » pour représenter toutes les terminaisons de verbes, articles, prépositions et auxiliaires présents dans le français parlé, décomposant les mots en associant un signe à chaque morphème.
Les éducateurs comme L'Épée, avec la meilleure des intentions, modifient donc la VLSF pour en faire une forme de français signé, qu'on peut appeler ancien français signé (AFS), qui est un langage grandement modifié de la VLSF et en partie inventé de toutes pièces. Les élèves sourds utilisent donc deux langages : le système artificiel inventé par L'Épée en classe (l'AFS) et informellement la vieille langue des signes française lorsqu'ils parlent entre eux.
En 1779, Pierre Desloges, un relieur parisien sourd, écrit Observations d'un sourd et muèt, sur un cours elémentaire d'education des sourds et muèts, décrivant le langage des signes utilisé par les Parisiens sourds. Desloges se dit obligé d'écrire ce livre, car à ce moment un certain abbé Deschamps professait que le langage des signes ne pouvait être considéré comme une vraie langue et donc n'était pas adapté à l'éducation des enfants sourds.
Il écrit donc en faveur de la langue des signes, « comme un Français qui voit sa langue rabaissée par un Allemand qui ne connait que quelques mots français, j'ai pensé que j'étais obligé de défendre ma langue contre les fausses accusations de cet auteur ».
Les sourds ont en effet un langage, qu'on appelle vieille langue des signes française, qu'ils utilisent pour discuter de toutes sortes de sujets, politique, travail, religion, famille, etc.
Cette langue est transmise entre les sourds comme n'importe quel langage désapprouvé par les institutions éducatives est transmis aux plus jeunes générations.
Les recueils de signes de la langue des signes française des XVIIIe et XIXe siècles sont de natures assez variées. Les uns se présentent comme des dictionnaires, d’autres prennent le nom d’« Iconographie », contenant des signes dessinés accompagnés de gloses ou sans aucune image. La plupart du temps, les signes sont à l’état de citations, plus ou moins nombreuses. Le classement des anciens modèles de dictionnaires ou d’études bilingues mots/signes est en général alphabétique (on entre dans le dictionnaire par des mots français, dans l’ordre alphabétique, cette méthode faisant dominer la langue écrite) et quelquefois noématique (en partant d’un concept pour donner les différents signes qui y correspondent), ou un mélange des deux. Les signes, bien qu'en grande majorité semblables à cause des configurations de la main ayant des significations codées d’ordre symbolique et physiologique, reprises au fil des siècles depuis l’Antiquité, diffèrent légèrement d'un auteur à l'autre, ceux-ci ne s'étant pas réellement concertés pour uniformiser leurs langues des signes.
Une querelle existe entre les oralistes et les signants. Vers 1760, l'Abbé de L'Épée s'oppose à Jacob Rodrigue Pereire, un partisan de l'oralisation. L'Épée considère que l'énergie qui est mise en œuvre pour acquérir l'articulation de la parole est utilisée au détriment de l'acquisition d'autres connaissances. L'oralisme est alors abandonné, mais fait son entrée à la Faculté de médecine en 1800. L'emploi conjoint des deux méthodes est alors recommandé, puis l'injonction de la « méthode orale pure » est progressivement mise en application. L'oralisme prend le dessus en 1880 avec son adoption au Congrès de Milan, et la langue des signes est interdite dans la majorité des écoles spécialisées  (renvoi des enseignants sourds en 1887, fermeture ou conversion forcée des établissements pratiquant la langue des signes). En 1991, la France reconnait officiellement le droit au bilinguisme. 
Un siècle après le congrès de Milan, le « réveil sourd » se traduit par un mouvement de revendication de la langue des signes qui s'opère en même temps que la montée des reconnaissances ethniques en Amérique et que les mouvements du droit à la différence qui se développent en France dans les années 1970. La figure emblématique de ce mouvement est Emmanuelle Laborit récompensée du Molière de la révélation théâtrale dans Les Enfants du silence en 1993.

### Royaume des Deux-Siciles (Italie du Sud)

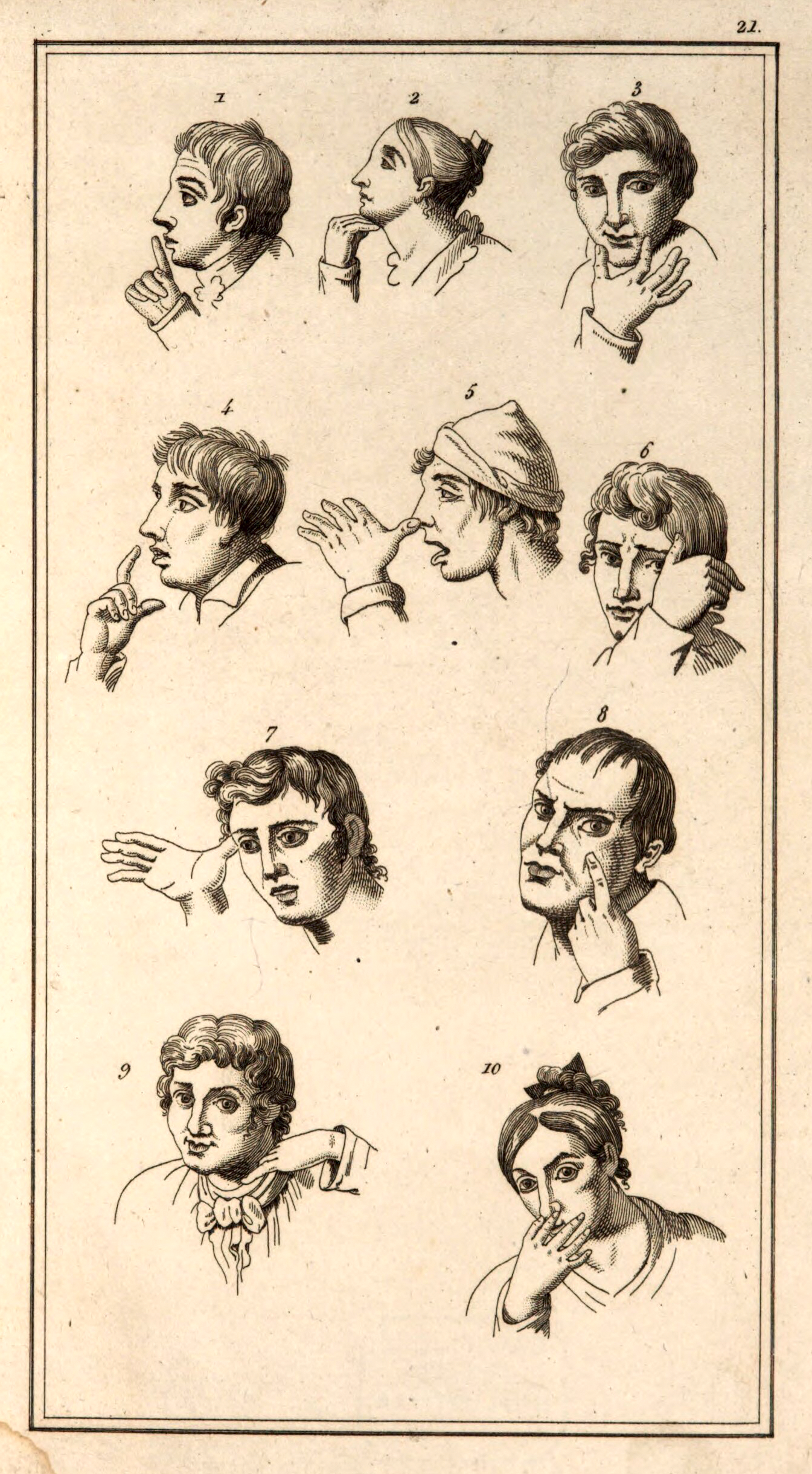
Gravure parue dans La mimica degli antichi investigata nel gestire napoletano par Andrea De Jorio (1832)

En 1832, Andrea De Jorio, un chanoine italien, publie La Mimica degli Antichi investigata nel gestire napoletano,, un ouvrage dans lequel il décrit, analyse et explique la gestualité des Napolitains. Il fait un classement purement alphabétique de leur dénomination en italien, mais donne en fin d'ouvrage des tables des matières par entrées alphabétiques, par explication des planches et par « gestes », ce qui permet une approche formelle et sémantique de ces gestes. Il inclut aussi des tables de références archéologiques et historiques, permettant au lecteur d'avoir une idée complète du geste recherché.

### États-Unis
Laurent Clerc, sourd depuis un accident survenu lorsqu'il avait un an, rejoint l’Institut national des jeunes sourds de l'abbé de L'Épée à douze ans et y fera carrière en devenant répétiteur puis professeur. À trente ans, alors qu’il fait une démonstration des méthodes d’enseignements des jeunes sourds avec l’abbé Sicard, il fait la rencontre de Thomas Hopkins Gallaudet, pasteur américain venu des États-Unis pour découvrir de nouveaux moyens d’instruction des sourds. Ce dernier lui demandant, il accepte peu de temps après de le suivre aux États-Unis où ils fondent en 1817 la première école pour sourds d'Amérique du Nord, l'American School for the Deaf, à Hartford, dans le Connecticut, impulsant ainsi l’élan qui permet plus tard à l'un des fils de Thomas Gallaudet de créer l’université du même nom, qui sera inaugurée le 18 juillet 1869, quelques années avant sa mort. Clerc exportera la « vieille » langue des signes française (ancienne forme de la langue des signes française actuelle), qui sera à l'origine de 60 % des signes de la langue des signes américaine, le reste venant des langages des signes utilisés dans le pays avant 1817 et des interactions avec les sourds d'autres nationalités.

### Sources bibliographiques
- (en) H-Dirksen L. Bauman, Open Your Eyes : Deaf Studies Talking, University of Minnesota Press, 2008, 349 p. (ISBN 081664618X et 9780816646180, présentation en ligne).
- Platon (trad. Victor Cousin), Œuvres de Platon : Tome Onzième. Cratyle, Paris, Rey et Gravier, 1837, 545 p. (présentation en ligne, lire en ligne).
- (es) Juan Pablo Bonet, Reducción de las letras y arte para enseñar a hablar a los mudos, por Francisco Abarca de Angulo, 1620, 308 p. (présentation en ligne, lire en ligne).
- (en) John Wilkins et Brigitte Asbach-Schnitker (dir.), Mercury, Or, The Secret and Swift Messenger, 1641 (réimpr. 1984) (1re éd. 1707) (ISBN 9027232768 et 9789027232762, présentation en ligne, lire en ligne).
- (en) Leila Frances Monaghan, Many Ways to be Deaf : International Variation in Deaf Communities, Gallaudet University Press, 2003, 326 p. (ISBN 1563681358 et 9781563681356, présentation en ligne, lire en ligne).
- (en) John Bulwer, Chirologia Or the Natural Language of the Hand, Kessinger Publishing, 1644 (réimpr. 2003), 380 p. (ISBN 0766167658 et 9780766167650, présentation en ligne, lire en ligne).
- (en) John Bulwer, Philocopus, or, the Deaf and Dumbe Mans Friend, Londres, Humphrey and Moseley, 1648.
- (en) George Dalgarno, Didascalocophus, or, The deaf and dumb mans tutor…, Oxford theater, 1680, 136 p. (présentation en ligne, lire en ligne).
- (en) George Montgomery, « The Ancient Origins of Sign Handshapes », Sign Language Studies, vol. 2, no 3,‎ printemps 2002 (lire en ligne).
- (en) H.M. Moser et al., « Historical Aspects of Manual Communication », Journal of Speech and Hearing Disorders, no 25,‎ 1960, p. 145-151.*
- (en) J. Hay et R. Lee, « A pictorial history of the evolution of the British Manual alphabet », Deafness and education, vol. 21,‎ 1997.
- Juan Pablo Bonet (trad. E. Bassouls et A. Boyer), Réduction des lettres à leurs éléments primitifs et art d'enseigner à parler aux muets [« Reducción de las letras y arte para enseñar a hablar a los mudos »], 1891, 308 p. (lire en ligne).
- (en) Ferdinand Moeller, « Education of the Deaf and Dumb », dans Catholic Encyclopedia, vol. 5, New York, Robert Appleton Company, 1909 (lire en ligne).
- (en) Marilyn Daniels, Benedictine Roots in the Development of Deaf Education : Listening With the Heart, Greenwood Publishing Group, 1997, 137 p. (ISBN 0897895002 et 9780897895002, présentation en ligne, lire en ligne).
- (en) Sherman E. Wilcox et Phyllis P. Wilcox, Learning to See : Teaching American Sign Language As a Second Language, 1997, 145 p. (ISBN 1563680599 et 9781563680595, présentation en ligne, lire en ligne).
- Pierre Desloges, Observations d’un sourd et muet, sur un cours élémentaire d’éducation des sourds et muets, Amsterdam et Paris, Chez B. Morin, 1779, 85 p. (présentation en ligne, lire en ligne).
- Françoise Bonnal-Vergès, « Langue des signes française : des lexiques des XVIIIe et XIXe siècles à la dictionnairique du XIXe siècle », Glottopol, no 7,‎ janvier 2006 (ISSN 1769-7425, lire en ligne).
- (it) Andrea De Jorio, La mimica degli antichi investigata nel gestire napoletano : del canonico Andrea de Jorio, Dalla stamperia e cartiera del Fibreno, 1832, 380 p. (présentation en ligne, lire en ligne).
- (en) Andrea De Jorio (trad. Adam Kendon), Gesture in Naples and Gesture in Classical Antiquity : A Translation of Andrea de Jorio's la Mimica Degli Antichi Investigata Nel Gestire Napoletano, Indiana University Press, 2002, 517 p. (ISBN 0253215064 et 9780253215062, présentation en ligne, lire en ligne).
- (en) Mark Rigney, Deaf Side Story : Deaf Sharks, Hearing Jets, and a Classic American Musical, Gallaudet University Press, 2003, 218 p. (ISBN 1563681455 et 9781563681455, présentation en ligne, lire en ligne).
- Bruno Frachet et Émilie Vormès, « Le début de l'enseignement aux sourds en France sous Louis XVI », dans Le Guide de l’audition, Odile Jacob, 2009, 240 p. (ISBN 2738123120 et 9782738123121, présentation en ligne, lire en ligne), p. 225-226.